# História do Festival RTP da Canção
O Grande Prémio TV da Canção Portuguesa teve a sua estreia, no estúdio do Lumiar, na noite de 2 de Fevereiro de 1964. O objectivo era escolher, pela primeira vez, o candidato de Portugal ao Concurso Eurovisão da Canção criado em 1956.
A final contou com 12 canções, das 127 canções que se submeteram, defendidas por António Calvário, Artur Garcia, Madalena Iglésias, Simone de Oliveira, Gina Maria e Guilherme Kjolner.
A designação "Grande Prémio TV da Canção Portuguesa" manteve-se até 1975. Em 1976 chamou-se "Uma Canção Para A Europa" e 1977 foi o ano de "As Sete Canções". Em 1978 adoptou o nome "Uma Canção Portuguesa". A partir de 1979 o nome fixou-se em Festival RTP da Canção.
1980 foi o ano que marcou o arranque das emissões regulares a cores da RTP. A primeira emissão foi precisamente com o Festival da Canção, a 7 de Março, transmitido, desde o Teatro São Luiz, e que foi ganho por José Cid.
Foram constantes as mudanças na estrutura e nos critérios de selecção. Em 1986 designou-se "Uma Canção para A Noruega", em 1988 criou-se um pré-festival denominado "Prémio Nacional de Música" e "Gostamos de Estar Consigo" foi a designação adoptada em 1990.
Em alguns anos, a RTP seleccionou uma canção para a Eurovisão sem organizar um festival. Foi o caso de 2003, 2004 e 2005. Em 2003, a RTP seleccionou a cantora Rita Guerra e o público através de tele-voto escolheu uma entre as três canções a concurso. A apresentação integrou o concurso Operação Triunfo; Em 2004, os três primeiros vencedores da Operação Triunfo apresentaram uma canção cada um e os telespectadores, por tele-voto, escolheram a melhor, defendida por Sofia Vitória; Em 2005, a RTP seleccionou uma equipa de produtores/compositores, a qual, chefiada por José da Ponte, escolheram os cantores (2B - Luciana Abreu e Rui Drummond) para cantarem a sua canção.
Em 2017 foram convidados vários compositores que participaram em duas semi-finais.